# Arteria circumflexa humeri anterior

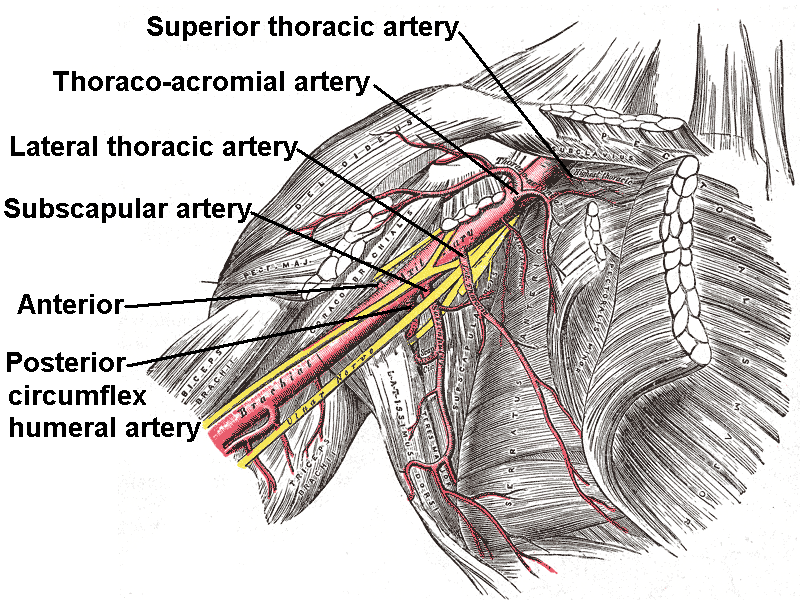
Arterien und Nerven der Achselgegend

Die Arteria circumflexa humeri anterior („vordere, den Oberarmknochen umgreifende Schlagader“), auch Arteria circumflexa anterior humeri, bei Tieren als Arteria circumflexa humeri cranialis bezeichnet, ist, wie die größere Arteria circumflexa humeri posterior, ein Ast aus der Achselarterie (Arteria axillaris).
Sie entspringt unter dem Musculus latissimus dorsi seitlich aus der Arteria axillaris und läuft nach vorn um den Hals des Oberarmknochens zum Schultergelenk und versorgt den Musculus deltoideus und die Kapsel des Schultergelenks. Sie zieht ebenfalls an den Musculus coracobrachialis und den Musculus biceps brachii und anastomosiert mit der stärkeren Arteria circumflexa humeri posterior.